# Michèle Ray-Gavras
Pour les articles homonymes, voir Ray et Gavras.
Michèle Ray-Gavras est une journaliste et productrice française, née en 1939 à Paris.

## Biographie

### Jeunesse
En 1965, à 25 ans, Michèle Ray-Gavras dirige un raid automobile féminin Terre de feu - Alaska, soit 40 000 kilomètres en 4 mois et demi du sud de l'Argentine jusqu'en Alaska,.
À l'époque, elle est mannequin de cabine chez Chanel et pilote amateur dans des courses de côte. Le fondateur d'Alpine, Jean Rédélé, lui propose de devenir professionnelle. Elle opte plutôt pour un grand voyage dont Renault, auquel Alpine est affilié, sera le mécène et sous le parrainage du magazine Elle.
Elle prend le départ au sein du groupe de femmes qu'elle a constitué, surnommé Les 4 Elles. Elles constituent deux équipages de deux dans deux Renault 4L de série. Toutes étaient non professionnelles âgées de 22 à 25 ans, éprises d'aventure : Michèle Ray-Gavras, Eliane Lucotte-Laffont, Martine von Polier et Beti Gayet,.
Le parcours a été émaillé d'incidents, de mauvaises routes et de rencontres.
Les 4 Elles partent du port du Havre en bateau pour Buenos-Aires, puis le 5 juin 1965 de Buenos-Aires à Ushuaïa en avion. L'arrivée en Alaska est arrivée pour le 10 octobre. Elles atterrissent à l'aéroport de Paris-Orly le 25 Novembre.

### Journalisme
Michèle Ray-Gavras a commencé sa carrière en tant que journaliste. Elle fut enlevée et détenue un mois par le Vietcong lors d'un reportage au Vietnam en 1967 et collabore au film collectif Loin du Vietnam.
Journaliste indépendante entre 1963 et 1977, Michèle Ray a couvert les luttes communistes au Vietnam, en Bolivie pour plusieurs médias.
Entre avril 1966 et février 1967, Michèle Ray voyage dans le Sud-Vietnam aux côtés des GI américains. Quittant le sud pour se rendre au nord, elle est capturée par les Viet-Congs le 17 janvier 1967 et libérée le 6 février, après être tombée malade. Un numéro spécial du Nouvel Observateur sera consacré à son reportage. Les images qu'elle rapportera seront utilisées dans le film documentaire Loin du Vietnam.
Elle publie la même année son récit Des deux rives de l'enfer.
En 1967, elle se rend en Bolivie à l'occasion de la mort de Che Guevara, tirant un récit publié dans Paris Match sur sa capture et son exécution avant d'être expulsée.
En 1971, Michèle Ray couvre les élections générales uruguayennes pour l'ORTF. Elle est kidnappée par le groupe anarchiste OPR-33 et est retenue pendant 3 jours, du 29 novembre au 3 décembre, avant d'être libérée par ces derniers. Costa Gavras était alors lui aussi en Uruguay, préparant son film État de siège.

### Cinéma
Depuis 2005, elle préside le conseil d'administration de la société KG Productions.
Elle préside le jury du Festival international du film de Thessalonique 2015 et travaille avec Park Chan-wook à un remake du Couperet.

### Vie privée

#### Famille
Après avoir rencontré Costa Gavras à 24 ans, elle se marie à ce dernier à la fin du tournage de Z en 1968. Ils ont 3 enfants : Alexandre Gavras (1969), Julie Gavras (1970), ainsi que Romain Gavras (1981).
Michèle Ray est aussi la mère de Patrick Maffone, d'un précédent mariage.

#### Engagement politique
En 2017, elle soutient le candidat socialiste Benoît Hamon lors de l'Élection présidentielle française de 2017.

## Filmographie
Sauf indication contraire, les informations mentionnées dans cette section peuvent être confirmées par les bases de données cinématographiques IMDb, Allociné et Unifrance,  présentes dans la section « Liens externes ».

### Productrice
- 1978 : Le Recours de la méthode (El recurso del método) de Miguel Littín
- 1983 : Hanna K. de Costa-Gavras
- 1985 : Le Thé au harem d'Archimède de Mehdi Charef
- 1986 : Conseil de famille de Costa-Gavras
- 1987 : Miss Mona de Mehdi Charef
- 1988 : Camomille de Mehdi Charef
- 1993 : Latcho Drom de Tony Gatlif
- 1993 : La Petite Apocalypse de Costa-Gavras
- 1994 : Loin des barbares de Liria Bégéja
- 1996 : Pereira prétend (Sostiene Pereira) de Roberto Faenza
- 1996 : Mondo de Tony Gatlif
- 1996 : Rainbow pour Rimbaud de Jean Teulé
- 2002 : Le Corsaire, le Magicien, le Voleur et les Enfants (documentaire) de Julie Gavras
- 2002 : Amen. de Costa-Gavras
- 2005 : Le Couperet de Costa-Gavras
- 2006 : Mon colonel de Laurent Herbiet
- 2007 : Cartouches gauloises de Mehdi Charef
- 2012 : Avant que de tout perdre de Xavier Legrand
- 2015 : Maintenant ils peuvent venir de Salem Brahimi
- 2015 : Graziella de Mehdi Charef
- 2017 : À mon âge je me cache encore pour fumer de Rayhana
- 2019 : Adults in the Room de Costa-Gavras
- prévu en 2025 : No Other Choice (어쩔수가없다) de Park Chan-wook - coproduction

### Autres
- 1985 : Le Thé au harem d'Archimède de Mehdi Charef - directrice de production
- 1987 : Miss Mona de Mehdi Charef - directrice de production
- 1989 : Pleure pas my love de Tony Gatlif - directrice de production
- 2010 : Cadavres à la pelle de John Landis - actrice (apparition comme membre d'une famille française)